# Bastei (Wohnwagen)

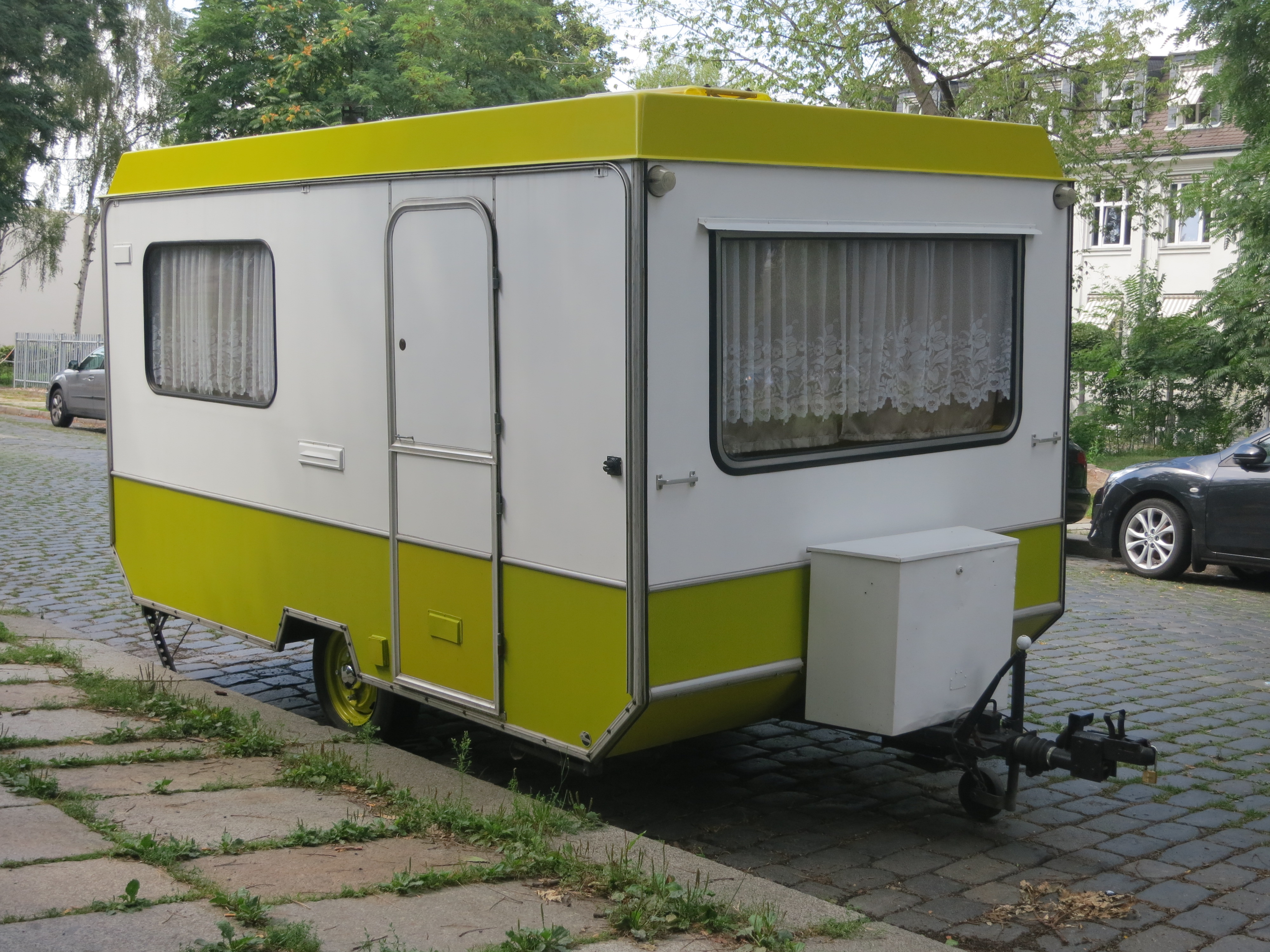
Bastei Wohnwagen

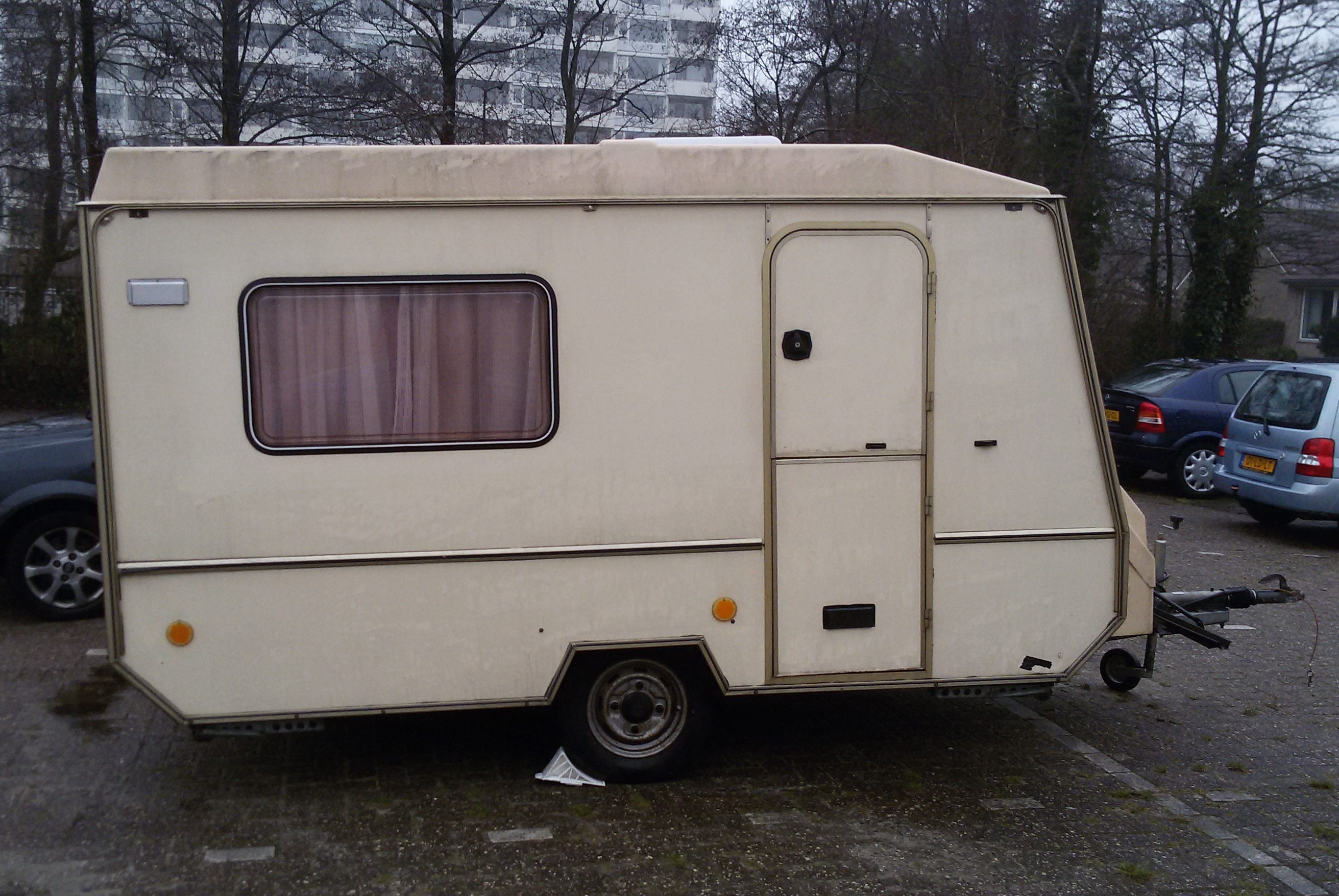
Bastei 351

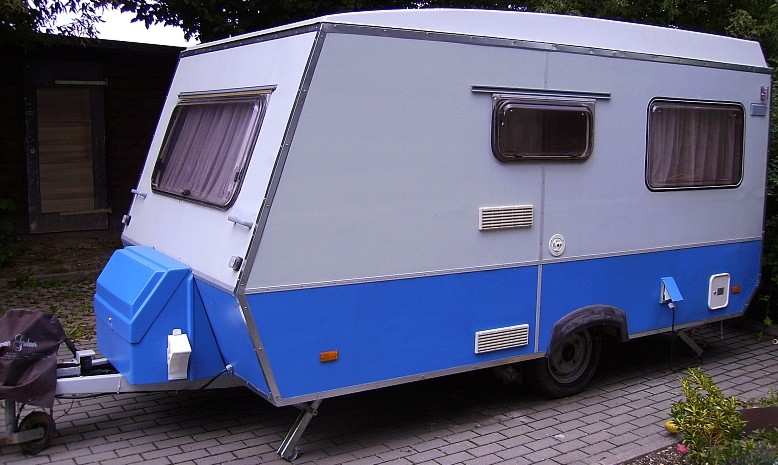
Bastei 390

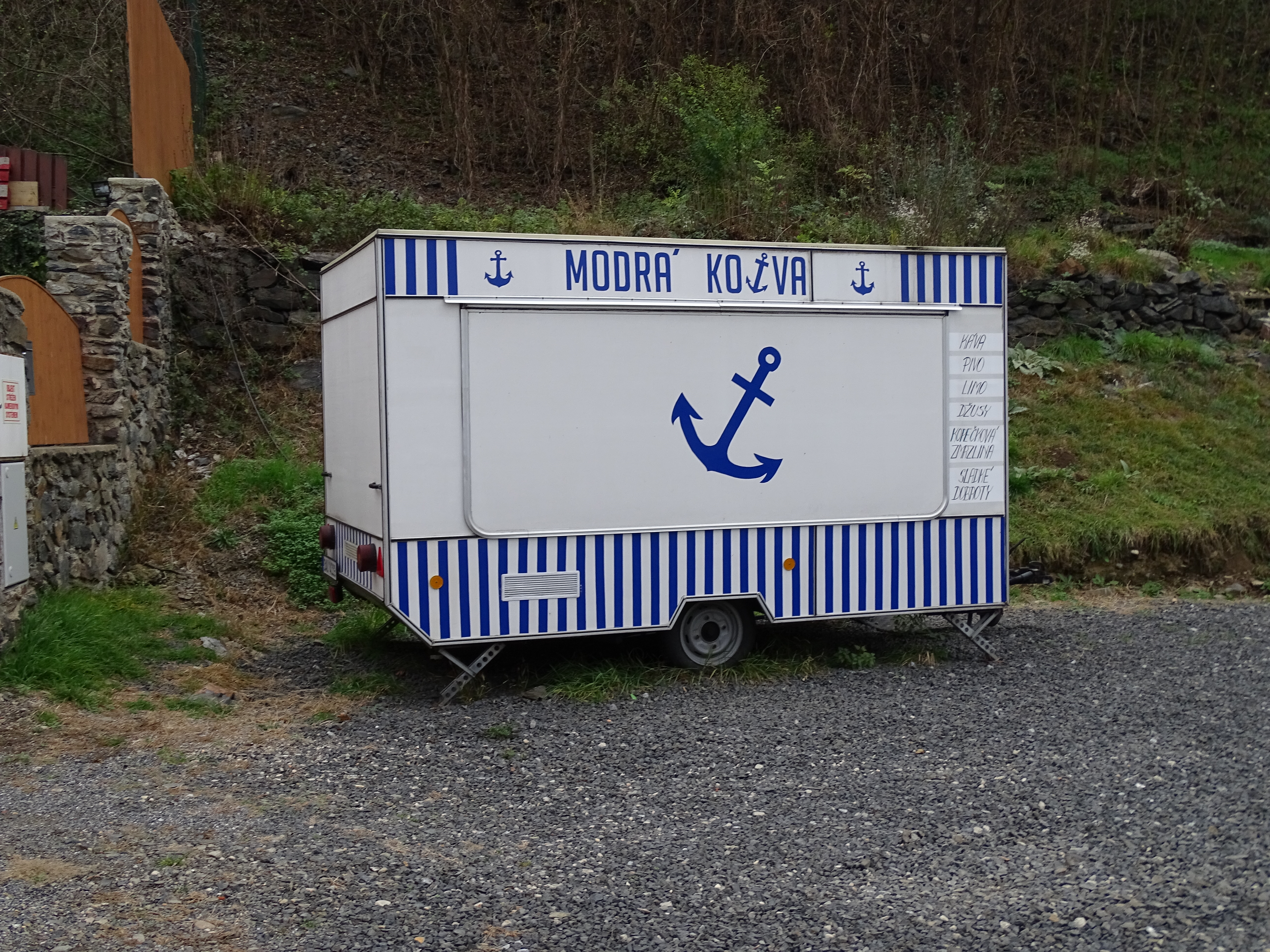
Bastei Verkaufswagen

Der Bastei ist ein Wohnwagen, der in der DDR von 1974 bis 1990 hergestellt wurde. Er besteht aus einem isolierten Aufbau in Sandwich-Bauweise auf einem einachsigen Fahrgestell. Das Hutdach ist nicht isoliert. Der Bastei war der am häufigsten produzierte Wohnwagen der DDR, zu einem großen Teil wurde er für Dauercamping genutzt. 

## Hersteller und Stückzahlen
Der Bastei wurde durch den VEB Karosseriewerk Dresden mit seinen Betriebsteilen in Rosenthal, Wilsdruff und Radeberg hergestellt.
Produktionsstandort war zunächst Rosenthal, wo man bereits zuvor Erfahrungen mit dem Bau von Wohnwagen gesammelt hatte. Für den Bastei wurden die Fertigungsanlagen umfassend modernisiert. 1977 lag die Jahresstückzahl bei mehr als 2500 Einheiten, damit war er seinerzeit mit Abstand der am meisten produzierte Wohnwagen mit festem Aufbau in der DDR, gefolgt von QEK Junior und Intercamp.“ 1981 wurde das 20.000ste Exemplar fertiggestellt.

## Aufbau
Der Bastei-Wohnwagen besteht aus einem hölzernen Aufbaugerüst, das an den Innen- und Außenseiten mit Sprelacart (Schichtstoffplatten) beplankt ist. Die Außenseiten (links/rechts) bestehen aus je vier Platten, die Vorder- und Rückseite aus jeweils zwei Platten. Die Zwischenräume des Aufbaugerüstes sind zwischen den Platten zur Wärme- und Kältedämmung mit Polystyrolschaumstoff verfüllt.
Die Radkästen bestehen vollständig aus Aluminiumblech. Im Innenraum des Wagens befinden sich zwei Sitzgruppen, die zum Schlafen umgebaut werden können. Die Größen der Sitzgruppen variieren je nach Modell. Der Tisch dient dabei als Mitteleinlage zwischen den Sitzbänken.
Auch befindet sich eine kleine Küche mit Gaskocher-Spülen-Kombination und je nach Modellausstattung Kühlschrank sowie Oberschränken gegenüber der Eingangstür. Auf der gegenüberliegenden Seite der Küche ist ein Kleiderschrank eingebaut.
Einige Modellvarianten besitzen eine Gasheizung des Typs Solar 3000 unterhalb des Kleiderschrankes. Die Sitztruhen können als Staufach genutzt werden. Zusätzlicher Stauraum findet sich in weiteren Oberschränken. Die gesamte Inneneinrichtung ist zur Gewichtsreduzierung aus Sprelacart (Schichtstoffplatten) mit Wabeneinlage gefertigt. Der Fußboden besteht aus Sperrholz. Mit dem Produktionsstart des Bastei 351 im Jahre 1987 wurden die Fenster erstmals den international gebräuchlichen Abmessungen angepasst. Für den Export wurden Piacryl-Scheiben und ein ausstellbares Bugfenster eingeführt. Beim Modell 351 wurde die Hecksitzgruppe als Rundsitzversion durch eine Hubtischvariante ergänzt.
Der Bastei verfügt über eine mit einem Umformer geregelte 12-V-Stromversorgung sowie eine 220-V-Anlage. Die Deckenpendelleuchte wurde nach Weiterentwicklungen durch eine normale Deckenleuchte ersetzt. Auf der Deichsel befindet sich ein Gasflaschenkasten für zwei Flaschen mit je 5 kg Inhalt, der je nach Modell aus Blech oder GFK besteht.

## Fahrwerk
Das Fahrwerk des Bastei besteht aus einem selbsttragenden Leiterrahmen mit Schwingungsdämpfern und einer Drehstabachse. Bei den letzten Modellen ist das Fahrwerk zum Teil verzinkt. Das Fahrwerk verfügt über eine mechanisch-hydraulische Auflaufbremse mit unterschiedlichen Rückfahrsystemen.

## Modellpflege und Modelle
Am Ausgangstyp „Bastei“ (Typbezeichnung HP 650.83) war im Zeitraum bis 1977 die bedeutsamste Änderung die Anhebung der Nutzlast auf 120 kg, die zulässige Gesamtmasse erhöhte sich damit auf 700 kg und die Typbezeichnung änderte sich entsprechend in HP 700.83. Weiterhin gab es Änderungen an der Rückfahrsperre, außen angebrachte Positionsleuchten und eine verbesserte Innenausstattung. Die Bereifung wurde von anfänglich 6.00–13 auf 5.60–13 zurückgenommen, die Eigenmasse konnte von 615 auf 580 kg verringert werden. Auf der Leipziger Herbstmesse 1979 wurde der Bastei mit Propangasheizung Solar 3000 präsentiert und ab 1980 produziert. Die Luft dafür wurde unter dem Wagenboden angesaugt, die Abgase gelangten oberhalb des Wagendachs ins Freie. Ein veränderter Kleiderschrank nahm die Heizung auf. Diese Ausführung war fortan als Kundensonderwunsch erhältlich, die Variante ohne Heizung wurde parallel weitergebaut. Im Jahr seiner Einführung 1974 betrug der Verkaufspreis des Bastei ohne Vorzelt 14 000 Mark.
1981 erfolgte die Weiterentwicklung zum Typ „Bastei-1“ (Typbezeichnung HP 800.83/1). Die Leermasse konnte auf 550 kg abgesenkt und die zulässige Gesamtmasse auf 800 kg angehoben werden. Verglichen zum Ursprungstyp von 1974 hatte sich die erlaubte Zuladung damit von 35 auf 250 kg vergrößert. Damit wurde den Wünschen entsprochen, den Bastei individuell auch mit Kühlschrank, Wasseranlage und anderen Einrichtungen komplettieren zu können. Schubstück und Fahrwerk wurden zu diesem Zwecke verstärkt und wieder die breitere Bereifung 6.00–13 mit entsprechend breiteren Felgen montiert. Äußerlich erkennbar ist der Bastei-1 an einem Gaskasten aus GFK (glasfaserverstärktes, ungesättigtes Polyesterharz, GUP), der zwei 5 kg-Gasflaschen und zwei 7 l-Wasserkanistern Platz bot. Anstatt dem bisher recht bunten Farbprogramm wurde der Bastei nun einheitlich in beige im oberen Teil und braun im unteren Teil gehalten, dazwischen verlief nun eine verbreiterte Gürtelleiste. Außerdem gab es nun schwarze Radspoiler und andere Detailverbesserungen mehr. Der Innenraum wurde in Details verbessert und zum Einbau eines Kühlschranks und einer Wasserversorgung vorbereitet. Die Wohnlichkeit sollte durch warme braun- und beige-Töne im Innenraum verbessert werden. Zudem hatten nun alle Bastei eine Vorbereitung zum Einbau einer Propangasheizung. Der Preis für den Bastei-1 lag mit 17 100 Mark in der Basisausführung erheblich höher als für den Vorgängertyp. Gegen Aufpreis waren werksseitig ein luftbereiftes Bugrad, 100 statt 80 mm dicke Polster mit Wechselbezügen, die Heizung Solar 3000 und ein Vorzelt in Standard- und Luxusausführung erhältlich.
Weitere, später noch produzierte Modelle waren:
- Bastei 2
- Bastei 350
- Bastei 390
- Bastei 351
- VK 350/VK 350-1 und VK 351 – Verkaufsanhänger auf Basis des Bastei

Die Modelle 390 und 351 wurden auch unter der Bezeichnung OASE bei der Firma Fritz Berger vertrieben.

## Technische Daten
|                       | Bastei (1973; Nullserie)            |
| --------------------- | ----------------------------------- |
| Länge des Aufbaus     | 3500 mm                             |
| Breite                | 1950 mm                             |
| Höhe des Aufbaus      | 1947 mm                             |
| Deichsellänge         | 950 mm                              |
| Bodenfreiheit         | 265 mm                              |
| Spurweite             | 1530 mm                             |
| Leermasse             | 580 kg                              |
| Nutzmasse             | 70 kg                               |
| Deichsellast          | 35 kg                               |
| Bereifung             | 6.00–13                             |
| Federung              | Drehstabfederung                    |
| Bremse                | hydraulische Auflaufbremse          |
| Elektrik              | 12/220 V                            |
| Höchstgeschwindigkeit | 80 km/h                             |
| Aufbauart             | Vollkunststoff                      |
| Isolation             | Vollisolation mit Polystyrol-Schaum |

## Anwendungsbereich
In der DDR war der Bastei für alle größeren Zugfahrzeuge vorgesehen, vom Trabant und Saporoshez hingegen durfte er nicht gezogen werden. Im zeitgenössischen Testbericht wurden allerdings auch der Škoda 100 und Wartburg 353 mangels Motorleistung als wenig geeignet bewertet. Als sehr geeignetes Zugfahrzeug erwies sich indes der WAS-2103.
Den Bastei betreffend, wurde dessen sehr strömungsungünstige Form des Aufbaus und das insgesamt zu große Gewicht verbunden mit einem zu hohen Preis kritisiert. Der Bastei würde deshalb mehr als transportables Ferienhaus denn als mobiler Campinganhänger genutzt, was dem beim Fahrwerk betriebenem Aufwand wiederum nicht gerecht würde. Der größere Teil der Bastei-Wohnwagen befand sich zu DDR-Zeiten in Betriebseigentum und wurde Werktätigen als immobile Ferienunterkunft angeboten. Die kantige Form ergab sich aus dem zur Verfügung stehenden Ausgangsmaterial, etwas kaschiert wurde der Eindruck durch das Hutdach, das als zugeliefertes Fertigteil aufgesetzt wurde. Der Eindruck einer insgesamt guten Verarbeitungsqualität wurde durch diverse Kinderkrankheiten etwas getrübt. Die Isolierung sorgte dafür, dass sich in Gegenwart von zwei Personen auch bei einem Außentemperaturabfall auf 2 °C nur minimal Schwitzwasser an den Wänden bildete. Kritik hingegen galt den einscheibigen Glasfenstern, die eine recht ausgeprägte Schwitzwasserbildung bewirkten. Insgesamt wurde der Intercamp als der gelungenere Wohnwagen dieser Klasse bewertet, dieser konnte jedoch nur in wesentlich kleineren Stückzahlen produziert werden.
Für Wintercamping eignete sich der Bastei zwar durchaus, aber weniger gut als der noch besser isolierte Intercamp HS. Ein Abkühlungstest bei Außentemperaturen nahe dem Gefrierpunkt ergab, dass der auf 25 °C geheizte Innenraum des Bastei nach etwa 4 Stunden auf etwa 4,5 °C abgekühlt war, während im Intercamp noch 8 °C gemessen wurden. Die Ursache wurde in der fehlenden Isolierung des Hutdachs sowie größeren Fensterflächen des Bastei gesehen. Auch der Ausführung mit Propangasheizung wurde eine ungenügende Wintertauglichkeit attestiert.